# Molfetta Sportiva 1952-1953
Questa voce raccoglie le informazioni riguardanti la Molfetta Sportiva nelle competizioni ufficiali della stagione 1952-1953.

## Rosa
| N. |                   | Ruolo | Calciatore          |
| -- | ----------------- | ----- | ------------------- |
|    | Italia (bandiera) | D     | Onofrio Annese      |
|    | Italia (bandiera) | A     | Carlo Barbieri      |
|    | Italia (bandiera) | A     | Antonio Bonacchi    |
|    | Italia (bandiera) | P     | Ermes Dal Pozzo     |
|    | Italia (bandiera) | C     | Giuseppe Dardo      |
|    | Italia (bandiera) | C     | Paolo Giammarco     |
|    | Italia (bandiera) | C     | Antonio Gioia       |
|    | Italia (bandiera) | A     | Giuseppe Grattarola |
|    | Italia (bandiera) | C     | Sergio Lusso        |
|    | Italia (bandiera) | C     | Giorgio Marconi     |

| N. |                   | Ruolo | Calciatore               |
| -- | ----------------- | ----- | ------------------------ |
|    | Italia (bandiera) | A     | Alberto Milli (capitano) |
|    | Italia (bandiera) | A     | Michele Minervini        |
|    | Italia (bandiera) | C     | Vito Montrone            |
|    | Italia (bandiera) | D     | Antonio Parmeggiani      |
|    | Italia (bandiera) | P     | Mario Pellizza           |
|    | Italia (bandiera) | C     | Pasquale Trabucco        |
|    | Italia (bandiera) | A     | Umberto Valente          |
|    | Italia (bandiera) | A     | Valla                    |
|    | Italia (bandiera) | C     | Giorgio Visconti         |